# Joannes Laurens van Elsen
Jo(h)annes Laurens van Elsen MBE (Rotterdam, 27 december 1913 - Adelaide, 21 oktober 2004) was een Nederlands verzetsman tijdens de Tweede Wereldoorlog.
In Engeland werd hij opgeleid bij MI9. Hij kreeg daar de codenaam 'Starling'. In maart 1945 ging hij de Waal over bij Tiel met een S-telefoon, die geen grondgolf uitzendt en daardoor moeilijk gepeild kon worden. Bij Tiel hielp hij geallieerde vliegers. Hij is als zodanig opgenomen in het Britse Nationale Archief.

## Onderscheiden
Van Elsen heeft een aantal hoge onderscheidingen gekregen:
- Bronzen Leeuw, KB 111 van 30 november 1948
- Medal of Freedom met zilveren palm, uitgereikt op 4 september 1946 in Den Haag
- Lid in de Orde van het Britse Rijk (MBE)
- Oorlogsherinneringskruis (OHK).